# Eauripik
Eauripik è un atollo delle Isole Caroline. Amministrativamente è una municipalità del distretto isole esterne di Yap, di Yap, uno degli Stati Federati di Micronesia. 
Ha una superficie di 1 km² e 119 abitanti (Census 2008).